# Pliszka brytyjska
Pliszka brytyjska (Motacilla alba yarrellii) – brytyjski podgatunek pliszki siwej – ptaka z rodziny pliszkowatych (Motacillidae). W prawie całej Wielkiej Brytanii występuje przez cały rok. Lęgnie się w Szkocji, zimuje w Hiszpanii, zachodniej Francji oraz północno-zachodniej Afryce. Do Polski sporadycznie zalatuje – do końca 2020 roku stwierdzona 39 razy (łącznie obserwowano 40 osobników).
Niektórzy autorzy traktują pliszkę brytyjską jako osobny gatunek – Motacilla yarrellii.